# Pajkov ugriz
Pajkov ugriz je poškodba, ki nastane, ko pajek zasadi pipalke (helicere) v telo žrtve in ob tem vbrizga strup. Sicer se pogosto zgodi, da do vbrizga strupa ne pride, kar imenujemo »suhi« ugriz. Pajki svoj plen najprej onesposobijo s strupom, preden ga zaužijejo, vendar se lahko z ugrizom tudi branijo pred plenilci, čeprav večina pajkov ne napada živali, večjih od njih.
Med več kot 30.000 znanih vrst pajkov jih je le malo nevarnih človeku, saj ima ostala večina premajhne pipalke, da bi predrle kožo, količina vbrizganega strupa je premajhna, da bi povzročila učinke, ali pa sam strup nima pomembnega učinka na celice. Večina vseh ugrizov ni nevarnih, ostali ugrizi pa povzročajo bodisi nevrotoksičen bodisi nekrotičen učinek.
Tako laična javnost kot tudi zdravniki pogosto zamenjajo okužbe kože, npr. s stafilokoki, s pajkovim ugrizom. Okužbe in druga stanja, ki posnemajo ugriz, so namreč mnogo pogostejša, njihovo zdravljenje pa je drugačno, zato je treba ob dvomljivi klinični sliki ugriza vključiti v diferencialno diagnozo tudi omenjeno.

## Patofiziologija
Tekom evolucije se je pajkov strup izpopolnil tako, da lahko pajek plen učinkovito ohromi oz. onesposobi in ga delno prebavi pred zaužitjem, poleg tega pa lahko deluje kot odlična obramba pred napadalcem. Pajkov strup je zapletena mešanica več kot 100 različnih sestavin, ki zajemajo tako preproste soli kot tudi velike beljakovine. Različne sestavine delujejo sinergistično, kar poveča učinkovitost strupa; primer tega je sinergizem med kalijevimi (K+) ioni ter nevrotoksičnimi peptidi. Sestava je odvisna od vrste pajka, spola, prehranjevanja, življenjskega prostora, podnebja idr. Sestavine strupa lahko v grobem razdelimo na nizkomolekularne sestavine, peptide in beljakovine. Pajkov strup lahko deluje bodisi nevrotoksično bodisi nekrotično, pri nekaterih vrstah pa strup izkazuje oba načina delovanja.
Nizkomolekularne sestavine vključujejo biogene amine, kot sta histamin in serotonin, poliamine, kot je spermin, aminokisline, kot so γ-aminomaslena kislina (GABA), glutamat in tavrin, nukleotidi, kot so ribonukleozidi z monosaharidnimi in/ali sulfatnimi skupinami idr. Med nekaterimi aminokislinami, biogenimi amini in nukleotidi ter nevrotoksini obstaja podoben sinergizem kot med kalijevimi ioni in nevrotoksičnimi peptidi. Tako poliamini (npr. argiopin) delujejo kot inhibitorji samo na aktivirane glutamatne receptorje, ki jih pred delovanjem poliaminov aktivira glutamat v strupu, sicer pa delujejo nespecifično tudi na muskarinske receptorje pri vretenčarjih ter na ostale ionotropne receptorje in ionske kanalčke. Nekateri biogeni amini povzročijo bolečino, ki ima verjetno obrambno proti napadalcem, ter povečajo prepustnost in pretok krvnih žil, kar pripomore k širjenju strupa po telesu.
Peptide lahko razdelimo na linearne peptide, ki nimajo disulfidnih vezi, ter peptide z disulfidnimi vezmi. Linearni peptidi izkazujejo nespecifičen citolitičen učinek in delujejo tako, da se vrinejo v fosfolipidni dvosloj celične membrane in jo destabilizirajo, kar vodi v celično smrt. Peptidi z disulfidnimi vezmi po drugi strani izkazujejo nevrotoksičen učinek in delujejo specifično, med ostalim na natrijeve, kalijeve in kalcijeve kanalčke, mehanoreceptorje in termoreceptorje kot njihovi aktivatorji ali inhibitorji. Med nevrotoksične peptide spadajo δ-atrakotoksini avstralskih lijakarjev in nevrotoksini brazilskih klateških pajkov, ki delujejo na natrijeve (Na+) kanalčke.
Beljakovine lahko razdelimo na encime, kot so ATPaza, esteraze, fosfodiesteraze, hialuronidaza, proteaze, ter beljakovine s specifično toksično aktivnostjo. Med encimi velja omeniti hialuronidazo, ki praktično deluje kot dejavnik pri širjenja strupa, saj razgrajuje zunajcelične sestavine in tako omogoča širjenje strupa. Za nekrotično delovanje je pomembno delovanje fosfolipaz oz. sfingomielinaz D pri pajkih iz rodu Loxosceles. Mehanizem delovanja nekrotoksinov ni popolnoma jasen, verjetno pa toksin preko kemotakse privabi bele krvničke (levkocite) na mesto ugriza in sproži aktivacijo nevtrofilcev, poleg tega pa povzroči agregacijo trombocitov in trombozo. Vse to lahko vodi v nastanek obsežne mrtvine oz. nekroze. Nekrotoksini lahko sicer delujejo tudi na rdeče krvničke (eritrocite) in tako sprožijo sistemsko hemolizo.
Med nevrotoksične beljakovine spada npr. α-latrotoksin črnih vdov, ki deluje na kalcijeve (Ca2+) kanalčke. V končni fazi delovanje nevrotoksičnih peptidov in beljakovin privede do nenadzorovanega sproščanja živčnih prenašalcev (nevrotransmiterjev) v sinapsah, predvsem acetilholina in noradrenalina, kar povzroči različne motorične in avtonomne učinke.